# Испански кедър
Испанският кедър (Cedrela odorata) е вид растение от семейство Meliaceae. Видът е световно застрашен, със статут Уязвим.

## Разпространение
Разпространен е в Антигуа и Барбуда, Аржентина, Барбадос, Белиз, Боливия, Бразилия, Венецуела, Гваделупа, Гватемала, Гвиана, Гренада, Доминика, Доминиканска република, Еквадор, Кайманови острови, Колумбия, Коста Рика, Куба, Мексико (Кинтана Ро), Монсерат, Никарагуа, Панама, Перу, Салвадор, Сейнт Китс и Невис, Сейнт Лусия, Суринам, Френска Гвиана, Хаити, Хондурас и Ямайка.